# معركة سيبوتا
معركة سيبوتا (باليونانية: Σύβοτα)‏ هي حرب وقعت في سنة 433 ق م بين كل من كورفو وأثينا ضد كورنثوس أثناء الحرب البيلوبونيسية وحسب المؤرخ ثوسيديديس ذكر أنها كانت أكبر معركة بحرية بين المدن الإغريقية في وقته قرب جزيرة سيفوتا إنتهت المعركة بعد خسارة كبيرة من قبل الطرفين وقد إدعى كلا الطرفين انتصاره في المعركة.